# Pseudagrion assegaii
Pseudagrion assegaii är en trollsländeart som beskrevs av Elliot C.G. Pinhey 1950. Pseudagrion assegaii ingår i släktet Pseudagrion och familjen dammflicksländor. IUCN kategoriserar arten globalt som livskraftig. Inga underarter finns listade i Catalogue of Life.